# Aulacoderus marginatus
Aulacoderus marginatus es una especie de coleóptero de la familia Anthicidae.

## Distribución geográfica
Habita en el territorio de la antigua provincia sudafricana de Transvaal.